# 수상 (점복)

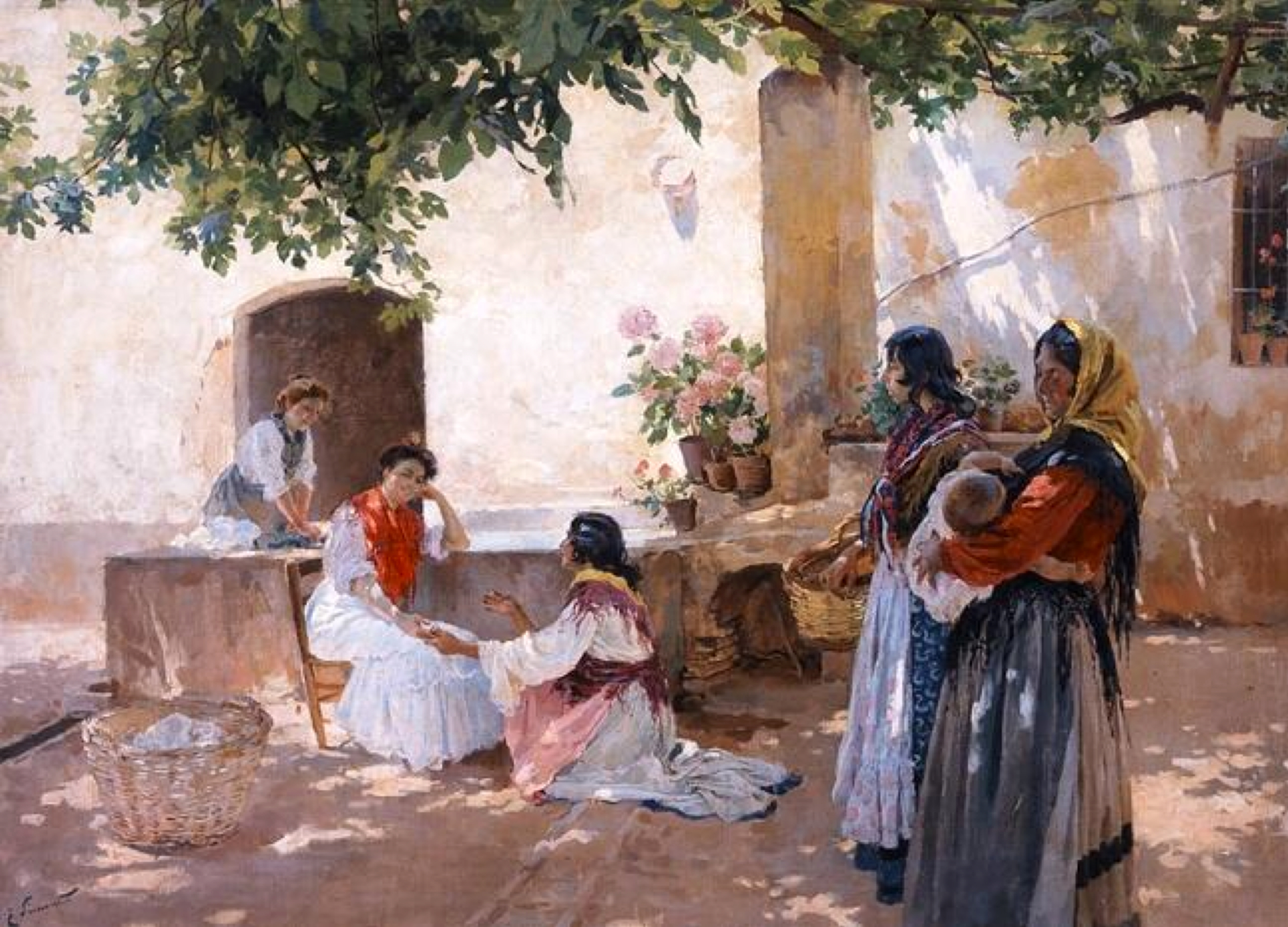
엔리케 시모네의 《포춘 텔러》(The Fortune Teller, 1899년)

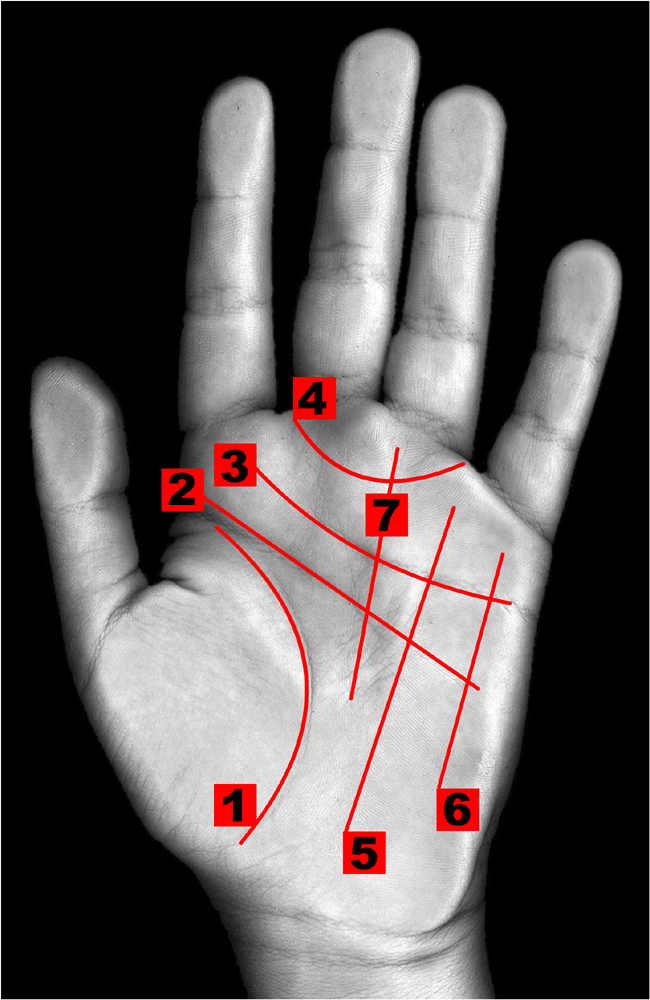
주요 손금 선

수상(手相, Palmistry)은 손금을 읽어 미래를 예언하는 것을 말한다. 이러한 관습은 전 세계 어디에서든 볼 수 있으며, 수많은 문화적 다양성이 있다.
손금에는 다양한 해석차가 있다.

## 역사
손금 보기는 유라시아 대륙의 여러 수많은 지역에서 일반적인 관습이었다. 인도, 티베트, 페르시아, 수메르, 고대 이스라엘과 바빌로니아의 문화에서 생활화되었다.

## 비평
효능을 뒷받침할만한 경험적 증거의 부족으로 손금 보기에 대한 비평이 종종 발생한다. 과학 문헌은 일반적으로 손금 보기를 의사과학적이나 미신적인 믿음으로 간주한다.

## 미디어
- 《미키와 콩나무》 (1947년 카툰): 미키가 거인의 손금을 읽어준다.
- 《Are You Being Served?》(1975년 TV 에피소드): Mr. Humphries가 아시아인 고객의 손금을 읽어 사고를 예언한다. 나중에 실제로 이 일이 일어난다.
- 《야곱의 사다리》(1990년 영화): 팀 로빈스의 캐릭터가 파티에서 그의 손금을 읽고 불길한 징조대로 활동한다.
- 《심슨 가족》(1992년 TV 에피소드): 시즌 4 에피소드 8 New Kid on the Block에서 손금 보기를 풍자한다.

## 같이 보기
- 손가락 비율
- 손금

## 참고 문헌
- Bhorai Dwivedi (1970). 《Wonders of Palmistry》. New Delhi: Diamond Pocket Books. ISBN 81-284-0099-1.